# Palau Soccer League
Il Campionato palauano di calcio è la massima competizione calcistica di Palau. Tutte le partite sono giocate in un unico impianto, il Palau Track And Field Stadium, situato nei pressi della cittadina di Koror. 

## Campionato 2014
- Kramers FC
- Lyon FC
- New Stars FC
- Surangel Kings FC
- Team Friendship FC

## Albo d'oro
- 2004: Daewoo Ngatpang
- 2005: Team Bangladesh
- 2006: Surangel And Sons Company
- 2007: Team Bangladesh
- 2008: Kramers FC
- 2009: Melekeok
- 2010: Daewoo Ngatpang
- 2011: Non disputato
- 2012 Primavera:  Team Bangladesh
- 2012 Autunno: Taj FC
- 2014: Kramers FC